# خضرشاه
خضرشاه (به ازبکی: Xidirsha) یک منطقهٔ مسکونی در ازبکستان است که در شهرستان خواجه‌آباد واقع شده‌است. خضرشاه ۵٬۳۰۰ نفر جمعیت دارد و ۶۵۰ متر بالاتر از سطح دریا واقع شده‌است.